# Drew Starkey
Joseph Drew Starkey, född 4 november 1993 i Hickory i North Carolina, är en amerikansk skådespelare. Han spelar bland annat rollen som Garrett Laughlin i filmen Love, Simon, Brian MacIntosh i filmen The Hate U Give, Rafe Cameron i Netflix-serien Outer Banks, och Hawkins i VH1-serien Scream: Resurrection.

## Filmografi (i urval)

### Filmer
- 2018 – American Animals
- 2018 – Love, Simon
- 2018 – The Hate U Give
- 2019 – Just Mercy
- 2020 – The Devil All the Time
- 2022 – Hellraiser
- 2024 – Queer

### TV-serier
- 2017 – Ozark (TV-serie)
- 2017 – Good Behavior (TV-serie)
- 2018 – The Resident (TV-serie)
- 2019 – Doom Patrol (TV-serie)
- 2019 – Scream (TV-serie) (under titeln Scream: Resurrection)
- 2020–nutid – Outer Banks (TV-serie)
- 2021 – The Terminal List (TV-serie)